# Nuda

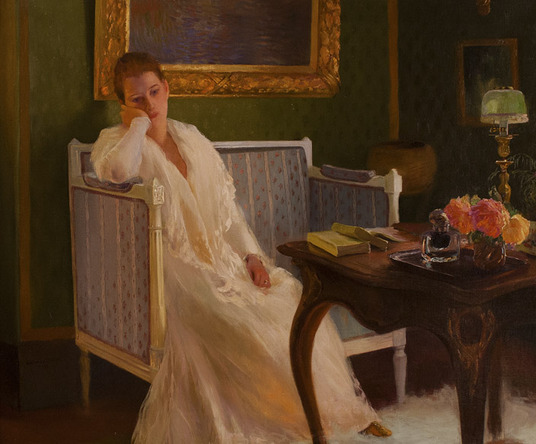
Nuda – obraz Gastona de La Touche'a, 1893

Nuda – negatywny stan emocjonalny, polegający na uczuciu wewnętrznej pustki, zwykle spowodowany jednostajnością, brakiem zmiany otoczenia, brakiem bodźców, a czasami chorobą.
Nuda to stan obojętności i braku zainteresowania. Jest traktowana jako odmiana frustracji lub stresu. Czasami może doprowadzić do innych stanów emocjonalnych, jak np. agresji.

## Rodzaje nudy[1]
Kierując się wskaźnikami mierzącymi jej wartość emocjonalną (odczuwanie emocji o zabarwieniu pozytywnym, bądź negatywnym) i stopniem pobudzenia organizmu (od uczucia spokoju do uczucia podenerwowania) można wyróżnić pięć rodzajów nudy:
- nuda obojętna (ang. indifferent boredom) – towarzyszy jej stan relaksu, wycofania i obojętności
- nuda regulacyjna (ang. calibrating boredom) – wyróżnia się poczuciem niepewności i podatnością na zmiany lub dystrakcję (rozproszenie uwagi)
- nuda badawcza (ang. searching boredom) – odznacza się dużym stopniem podenerwowania i aktywnym poszukiwaniem zmiany lub dystrakcji;
- nuda reagująca (ang. reactant) – charakteryzuje się potrzebą szybkiej reakcji i silną motywacją do poszukiwania alternatyw
- nuda apatyczna (ang. apathetic boredom) – bardzo nieprzyjemna, związana z poczuciem bezsilności, nastrojem depresyjnym i silnym natężeniem awersji (uczucia niechęci).

Pierwsze cztery rodzaje nudy sklasyfikowano już w 2006, wyodrębnienie ostatniego rodzaju – to rezultat niedawnych badań.
Z rezultatów badań wynika także, że 36% przebadanych uczniów niemieckich szkół średnich często doświadcza uczucia nudy apatycznej.
Naukowcy ustalili, że poszczególni ludzie mają zwykle skłonność do doświadczania tylko jednego rodzaju nudy. Przypuszcza się, że zależy to od cech osobowości danego człowieka.